# Furcifer belalandaensis
Furcifer belalandaensis is een hagedis uit de familie kameleons (Chamaeleonidae).

## Naam en indeling
De wetenschappelijke naam van de soort werd voor het eerst voorgesteld door Édouard-Raoul Brygoo en Charles Antoine Domergue in 1970. Oorspronkelijk werd de wetenschappelijke naam Chamaeleo belalandaensis gebruikt.

## Uiterlijke kenmerken
Furcifer belalandaensis is groen van kleur.

## Verspreiding en habitat
Deze kameleon is endemisch in het zuidwesten van Madagaskar. De soort wordt heel beperkt waargenomen nabij de oevers van de rivier Fiherenana in Belalanda in het district Toliara II, regio Atsimo-Andrefana. De habitat bestaat uit tropische en subtropische bossen. De soort is aangetroffen op een hoogte van ongeveer twintig meter boven zeeniveau.

## Beschermingsstatus
Hij behoort tot de vijf kritisch bedreigde soorten reptielen wegens zijn heel klein woongebied van 4 km² en omdat zijn oorspronkelijk leefgebied bijna volledig verdwenen is. Door de internationale natuurbeschermingsorganisatie IUCN is de beschermingsstatus 'ernstig bedreigd' toegewezen (Critically Endangered of CR).
De resterende grote bomen waar hij woont worden bedreigd door houtkap voor de houtskoolindustrie in de regio. Het WWF probeert Furcifer belalandaensis voor uitroeiing te behoeden.